# Ричардс, Джанет
Джанет Рэдклифф Ричардс (англ. Janet Radcliffe Richards, род. 1944) — британский философ, специализирующийся на биоэтике и феминизме, профессор практической философии Оксфордского университета. Она является автором книг «Скептический феминист» (1980), «Философские проблемы равенства» (1995), «Человеческая природа после Дарвина» (2000) и «Этика трансплантатов» (2012).

## Биография
Ричардс была преподавателем философии в Открытом университете в 1979—1999 годах и директором Центра биоэтики и философии медицины Университетского колледжа Лондона до 2007 года. С 2008 года работала профессором практической философии в Оксфордском университете.
О личной жизни Джанет мало что известно. Она была в отношениях с философом Дереком Парфитом с 1982 года, в 2010 году они официально оформили брак и прожили вместе до момента его кончины в 2017 г..

## Профессиональная деятельность
Ричардс — автор нескольких книг, статей и статей, а также член различных консультативных и рабочих комитетов в областях философии и биоэтики. Она также является заслуженным научным сотрудником Оксфордского центра практической этики Уэхиро и регулярно публикует на новостном веб-сайте публикацию «Практическая этика: этические перспективы» Оксфордского университета. Ее отношения с феминизмом и ее ориентация на биоэтику произошли «случайно» во время написания ее первой книги «Скептический феминист: философское расследование» (Routledge, 1980; Penguin, 1982) — биоэтика занимает центральное место в дебатах об абортах. Книга оказалась неоднозначной как внутри феминизма, так и без него, например в отношении стандартов рациональности, моды и стиля, а также ее либеральной позиции.
Ее вторая книга, «Человеческая природа после Дарвина: философское введение» (Routledge, 2001), исследует так называемые «войны Дарвина», включая то, какие последствия дает дарвинизм для философии и применение критического мышления к различным аргументам, выдвигаемым в дебатах. Первоначально работа была написана как введение в философские техники для студентов Открытого университета, использующих полемику, касающуюся дарвиновского мышления и человеческой природы.
Ричардс является приверженцем+ альтруизма и с апреля 2014 года является членом Giving What We Can, сообщества людей, которые отдают не менее 10 % своего дохода эффективным благотворительным организациям.